# بروتوليت

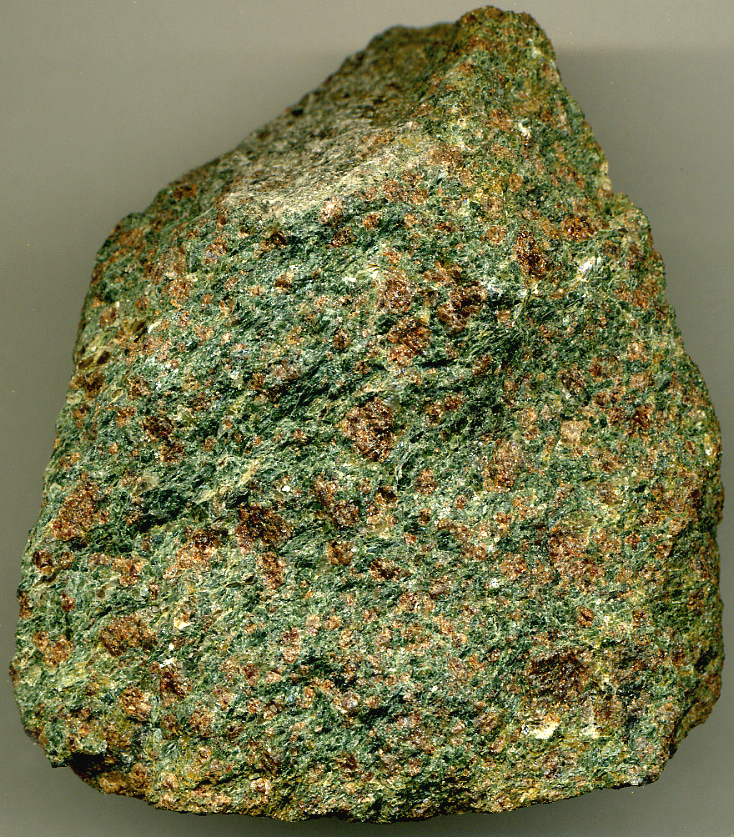
هذه صوره تعبر عن هذه الصخور الغير متحولها التي هي (البروتوليت)

البروتوليت هي صخور غير متحولة أصل ومنشأ الصخور المتحولة (proto: الأولى، lithos: الصخور، وكلاهما باليونانية).
على سبيل المثال، فإن بروتوليت الأردواز هو صخر زيتي أو طيني . يمكن اشتقاق الصخور المتحولة من أي نوع آخر من الصخور غير المتحولة، وبالتالي هناك مجموعة واسعة من البروتوليتات. تحديد البروتوليت هو الهدف الرئيسي للجيولوجيا المتحولة. 
البروتوليت هي صخور غير متحولة وليس لها بروتوليتات خاصة بها. تنقسم الصخور غير المتحولة إلى فئتين: الصخور الرسوبية، المتكونة من الرواسب، والصخور البركانية، المكونة من الصهارة. يطلق على مصدر رواسب الصخور الرسوبية أصلها . 